# Line Bialik Øien
Line Bialik Øien (* 8. November 1986 in Oslo) ist eine ehemalige norwegische Eishockeyspielerin, die über viele Jahre für den Segeltorps IF und AIK Solna in der Svenska damhockeyligan (SDHL/Riksserien) aktiv war und mehrfache schwedische Meisterin wurde. Zudem lief sie zwischen 2002 und 2022 für die norwegische Frauen-Nationalmannschaft auf und ist deren Rekordspielerin.

## Karriere

### Vålerenga, Segeltorps und AIK
Line Bialik Øien begann ihre Karriere beim Skjetten Sportsklubb und Vålerenga IF, spielte jedoch den Großteil ihrer Karriere für schwedische Klubs. In der Saison 2005/06 war sie für die Mannschaft von Mälarhöjden/Bredäng Hockey aktiv, mit der sie 2006 ihren ersten schwedischen Meistertitel gewann. Anschließend wurde die Frauenmannschaft von Mälarhöjden/Bredäng und Bialik Øien wechselte zusammen mit den meisten ihrer Teamkolleginnen zum Segeltorps IF. Dieser gehörte in den folgenden Jahren zu den dominierenden Fraueneishockeyclubs in Schweden und gewann mit diesem 2008, 2010 und 2011 die Meisterschaft. Aufgrund der gezeigten Leistungen wurde sie zudem 2008 und 2009 mit dem Gullpucken als Norwegische Spielerin des Jahres ausgezeichnet. Neben den Erfolgen auf nationaler Ebene nahm der Segeltorps IF auch am IIHF European Women Champions Cup teil, bei dem Bialik Øien mit ihrem Team 2009 den zweiten Platz belegte.
2012 entschied sich Bialik Øien für einen Wechsel innerhalb der Riksserien zum  AIK Solna, einem Vorort der schwedischen Hauptstadt Stockholm. Mit diesem gewann sie 2013 eine weitere schwedische Meisterschaft. Ab 2015 kam sie zeitweise auch in der zweiten Mannschaft des Vereins in der Division I zum Einsatz. In der Saison 2021/22 ließ sie ihre Karriere beim Färjestad BK, ebenfalls in der zweitklassigen Division I, ausklingen. Sie beendete ihre Karriere nach insgesamt 322 Spielen in der höchsten Spielklasse, in denen sie 386 Scorerpunkte erzielte. Damit liegt sie in dieser Wertung auf dem vierten Platz aller SDHL-Spielerinnen.

### International
Line Bialik Øien gehörte mindestens ab 2002 zum Kader der norwegischen Frauen-Nationalmannschaft, mit der sie 2003 und 2005 jeweils aus der Division II der Weltmeisterschaft in die Division I aufstieg. Zudem wurde sie beim Turnier 2003 beste Torschützin.
Ab 2007 etablierte sich das norwegische Nationalteam fest in der Division I, schaffte aber nie den Aufstieg in die Top-Division. Bialik Øien nahm jährlich am Turnier der Division I teil und gehörte regelmäßig zu den besten Spielerinnen ihres Teams. Beim Turnier 2009 wurde sie Topscorerin, beim Turnier 2011 wurde sie als beste Stürmerin und ausgezeichnet und erneut Topscorerin. Zwei Jahre später wurde sie nochmals als beste Stürmerin ausgezeichnet. Neben den Einsätzen bei Weltmeisterschaften nahm sie mit der Nationalmannschaft auch an den Qualifikationsturnieren für die Olympischen Winterspiele 2006, 2010, 2014, 2018 und 2022 teil, konnte sich jedoch nie für ein olympisches Eishockeyturnier qualifizieren. Sie beendete ihre Karriere 2022 mit 98 Scorerpunkten in 87 offiziellen Länderspielen als Rekordspielerin der Nationalmannschaft.

## Erfolge und Auszeichnungen
- 2003 Aufstieg in die Division I bei der Weltmeisterschaft der Division II
- 2003 Beste Torschützin der Weltmeisterschaft der Division II
- 2005 Aufstieg in die Division I bei der Weltmeisterschaft der Division II
- 2005 Beste Torschützin und Topscorerin der Weltmeisterschaft der Division II
- 2006 Schwedische Meisterin mit Mälarhöjden/Bredäng Hockey
- 2008 Gullpucken (Norwegische Spielerin des Jahres)
- 2008 Schwedische Meisterin mit Segeltorps IF
- 2009 Gullpucken (Norwegische Spielerin des Jahres)
- 2009 Topscorerin der Weltmeisterschaft der Division I
- 2010 Schwedische Meisterin mit Segeltorps IF
- 2011 Schwedische Meisterin mit Segeltorps IF
- 2011 Beste Stürmerin und Topscorerin der Weltmeisterschaft der Division I
- 2013 Schwedische Meisterin mit AIK Solna
- 2013 Beste Stürmerin der Weltmeisterschaft der Division I

## Karrierestatistik
(Legende zur Spielerstatistik: Sp oder GP = absolvierte Spiele; T oder G = erzielte Tore; V oder A = erzielte Assists; Pkt oder Pts = erzielte Scorerpunkte; SM oder PIM = erhaltene Strafminuten; +/− = Plus/Minus-Bilanz; PP = erzielte Überzahltore; SH = erzielte Unterzahltore; GW = erzielte Siegtore; 1 Play-downs/Relegation; Kursiv: Statistik nicht vollständig)